# Gåsharu (vid Jurmo, Korpo)
Gåsharu är en ö i Finland. Den ligger i Skärgårdshavet och i kommunen Pargas i den ekonomiska regionen  Åboland i landskapet Egentliga Finland, i den sydvästra delen av landet. Ön ligger omkring 79 kilometer söder om Åbo och omkring 190 kilometer väster om Helsingfors.
Öns area är 4,9 hektar och dess största längd är 380 meter i sydöst-nordvästlig riktning. Ön höjer sig omkring 10 meter över havsytan.